# Hrabstwo Hand
Hrabstwo Hand (ang. Hand County) – hrabstwo w stanie Dakota Południowa w Stanach Zjednoczonych. Obszar całkowity hrabstwa obejmuje powierzchnię 1440,21 mil² (3730,13 km²). Według szacunków United States Census Bureau w roku 2009 miało 3238 mieszkańców.
Hrabstwo powstało w 1873 roku. Na jego terenie znajdują się następujące gminy (townships): Alden, Alpha, Bates, Burdette, Carlton, Cedar, Como, Gilbert, Glendale, Grand, Greenleaf, Hiland, Holden, Hulbert, Linn, Logan, Mondamin, Ohio, Ontario, Park, Pearl, Plato, Pleasant Valley, Riverside, Rockdale, Rose Hill, Spring Hill, Spring Lake, Wheaton, York.

## Miejscowości
- Miller
- Ree Heights
- St. Lawrence